# Клауза
Кла́уза (англ. clause; в русистике также элемента́рное предложе́ние, предика́ция:256) — в синтаксисе: составляющая, вершиной которой является глагол либо, в случае отсутствия глагола, связка или элемент, играющий её роль:256. Будучи соединены сочинительной или подчинительной связью, клаузы составляют сложное предложение; соединение клауз, выражаемое лишь их соположением и интонацией (без участия союзов) называется бессоюзной связью:264.
Предложение (англ. sentence) представляет собой частный случай клаузы — финитную клаузу, наделённую предикативностью. В число нефинитных клауз, лишённых предикативности, входят инфинитивные, причастные, деепричастные, герундийные обороты. Структура семантических ролей в них та же, что и в соответствующих предложениях, однако возможны различия в моделях управления:256: так, в русских деепричастных конструкциях не может быть ненулевого подлежащего (Вернувшись домой, он лёг спать, но *Он вернувшись домой, он лёг спать).

## Сложные клаузы
Как и некоторые другие фразовые категории, клауза рекурсивна и потому может включать теоретически произвольное число других клауз. Клауза, имеющая в своём составе хотя бы одну клаузу, называется сложной клаузой. Среди сложных клауз выделяются сложносочинённые (составляющие их клаузы не вложены одна в другую), в том числе сложносочинённые предложения, и сложноподчинённые, к которым относятся и сложноподчинённые предложения.
В случае сложноподчинённых клауз одна полностью вложена в другую, при этом внешняя клауза именуется главной, а вложенная — подчинённой (зависимой). Подчинённая клауза либо заполняет актантную валентность слова-предиката главной клаузы, либо является сирконстантом глагола (обстоятельственная клауза) или существительного (относительная клауза):256—257.